# Ким Едуардс
Ким Едуардс (на английски: Kim Edwards) е американска преподавателка, сценаристка и писателка на бестселъри в жанра съвременен роман и драма.

## Биография и творчество
Ким Едуардс е родена на 4 май 1958 г. в Килин, Тексас, САЩ. Най-голямата е от четирите деца в семейството. Израства в Сканитъли в района на Фингър лейкс, щат Ню Йорк. Учи първо в обществения колеж „Обърн“, после се прехвърля и завършва през 1981 г. с бакалавърска степен университета „Колгейт“. През 1983 г. получава магистърска степен по творческо писане от Университета на Айова, а през 1987 г. магистърска степен по лингвистика от същия университет.
През 1987 г. се омъжва за Томас Клейтън. Имат две дъщери. След дипломирането си заминават да живеят на селското източно крайбрежие на Малайзия, след това в малко градче, южно от Токио, а накрая в Пном-Пен, Камбоджа, където работи като учителка.
По време на престоя си в Азия започва да пише разкази и есета. Първият ѝ разказ „Sky Juice“ е публикуван през 1990 г. и е удостоен с наградата „Нелсън Алгрен“. Нейните разкази и есета са публикувани в широка гама от периодични издания, сред които „Париж ревю“, „Стори“ и др., получавайки редица награди, вкл. награда „Пушкарт“. Нейни произведения са включени в антологията „Най-добрите американски разкази“. Получава стипендии от Националната фондация за изкуства и Съвета за изкуства на Кентъки.
През 1997 г. разказите ѝ са публикувани в сборника „The Secrets of a Fire King“.
От 2003 г. преподава творческо писане като главен асистент в Университета в Кентъки в Лексингтън. Преподава и в програмите на Вашингтонския университет и колежа Уорън Уилсън.
През 2005 г. е публикуван първият ѝ роман „Дъщерята на пазителя на спомени“. По време на снежна буря главният герой д-р Дейвид Хенри акушира при раждането на двете си деца. Докторът забелязва, че едно от близначетата е болно от синдром на Даун, и това го кара да вземе светкавично решение, което ще преобърне живота му. Романът става бестселър оставайки 5 месеца като №1 в класацията на вестник „Ню Йорк Таймс“. Обявен е за „Откритие на годината“ и е удостоен с „Литературна награда Кентъки“ за 2005 г. Отличен е с „Британската литературна награда“ и е избран за книга на годината за 2006 г. от „USA Today“. Преведен е на повече от 16 езика в над 30 страни по света. През 2008 г. е екранизиран в едноименния телевизионен филм с участието на Емили Уотсън, Дермът Мълрони и Хю Томпсън.
Вторият ѝ роман „Езерото на мечтите“ от 2010 г. също става бестселър.
В свое интервю писателката споделя: „За мен писането никога не е линеарно, въпреки че съвсем пламенно вярвам в преработването на работата. Възприемам го като един вид археология – проучване на текста в дълбочина, за да се открие това, което е все още скрито и да се изведе на повърхността.“
Ким Едуардс живее със семейството си в Лексингтън, Кентъки.

## Произведения

### Самостоятелни романи
- The Memory Keeper's Daughter (2005)
Дъщерята на пазителя на спомени, изд.: Летера, София (2009), прев. Ирина Васева
- The Lake of Dreams (2010)

### Сборници
- The Secrets of a Fire King (1997)

### Екранизации
- 2008 Дъщерята на пазителя на тайни, The Memory Keeper's Daughter – ТВ филм[1]